# Kelurahan Pelabuhanratu
Kelurahan Pelabuhanratu är en administrativ by i Indonesien.   Den ligger i provinsen Jawa Barat, i den västra delen av landet, 90 km söder om huvudstaden Jakarta.